# 위키리크스한국
위키리크스한국은 한국 관련 사건사고 전문들을 한국어로 번역하는 프로젝트를 진행하고 있는 위키이다.

## 특징
여러 기획물들을 통해 독자들에게 다양한 사건사고를 보도하고 있다.